# Laurie Holden
Heather Laurie Holden, född 17 december 1969 i Los Angeles i Kalifornien, är en amerikansk skådespelare. 
Hon spelade Marita Covarrubias i serien X-Files (1996-2002). Är också känd som agent Olivia Murray i The Shield, Adele Stanton i The Majestic, (film med Jim Carrey), Cybil Bennett i Silent Hill, Amanda Dunfrey i The Mist, och som Andrea i The Walking Dead.

## Filmografi, (i urval)
- 1980 – The Martian's Chronicles
- 1986 – Separate vacations
- 1989 – Physical evidence
- 1991 – Den unga kejsarinnan (TV-serie)
- 1994 – Tekwar (TV-film)
- 1995 – Expect, No Mercy
- 1996 – The Pathfinder (TV-film)
- 1996 – Past Perfect
- 1996-2002 - Arkiv X (10 avsnitt)
- 1997 – Echo (TV-film)
- 1997 – Dead Man's Gun (TV-film)
- 1998-2000 - The Magnificent Seven (18 avsnitt)
- 2001 – The Majestic
- 2004 – Meet Market
- 2005 – Bailey's Billion$
- 2005 – Fantastic Four
- 2006 – Silent Hill
- 2007 – The Mist
- 2008 – The Shield (TV-serie) (13 avsnitt)
- 2010-2013 - The Walking Dead (35 avsnitt)
- 2014 – Major Crimes (2 avsnitt)
- 2014 – Dum & dummare 2
- 2015 – Chicago Fire (1 avsnitt)
- 2017 - The Americans (6 avsnitt)
- 2017 – Pyewacket
- 2018 – Arctic Justice
- 2018 – Dragged Across Concrete